# Hundstrup
Hundstrup är en tätort i Svendborgs kommun i Region Syddanmark i Danmark. Tätorten har 257 invånare (2024). Den ligger på Fyn, cirka 12 kilometer nordväst om Svendborg.